# تونج باشاران
تونج باشاران (ترکی استانبولی: Tunç Başaran؛ زادهٔ ۱ ژانویه ۱۹۵۷ - درگذشته ۱۸ دسامبر ۲۰۱۹) فیلم‌نامه‌نویس، کارگردان فیلم، تهیه‌کننده فیلم و هنرپیشه اهل ترکیه بود. وی بیش از ۴۰ فیلم را ساخت. وی پس از سال ۱۹۹۸ به تجارت روی آورد.